# كيلمبا

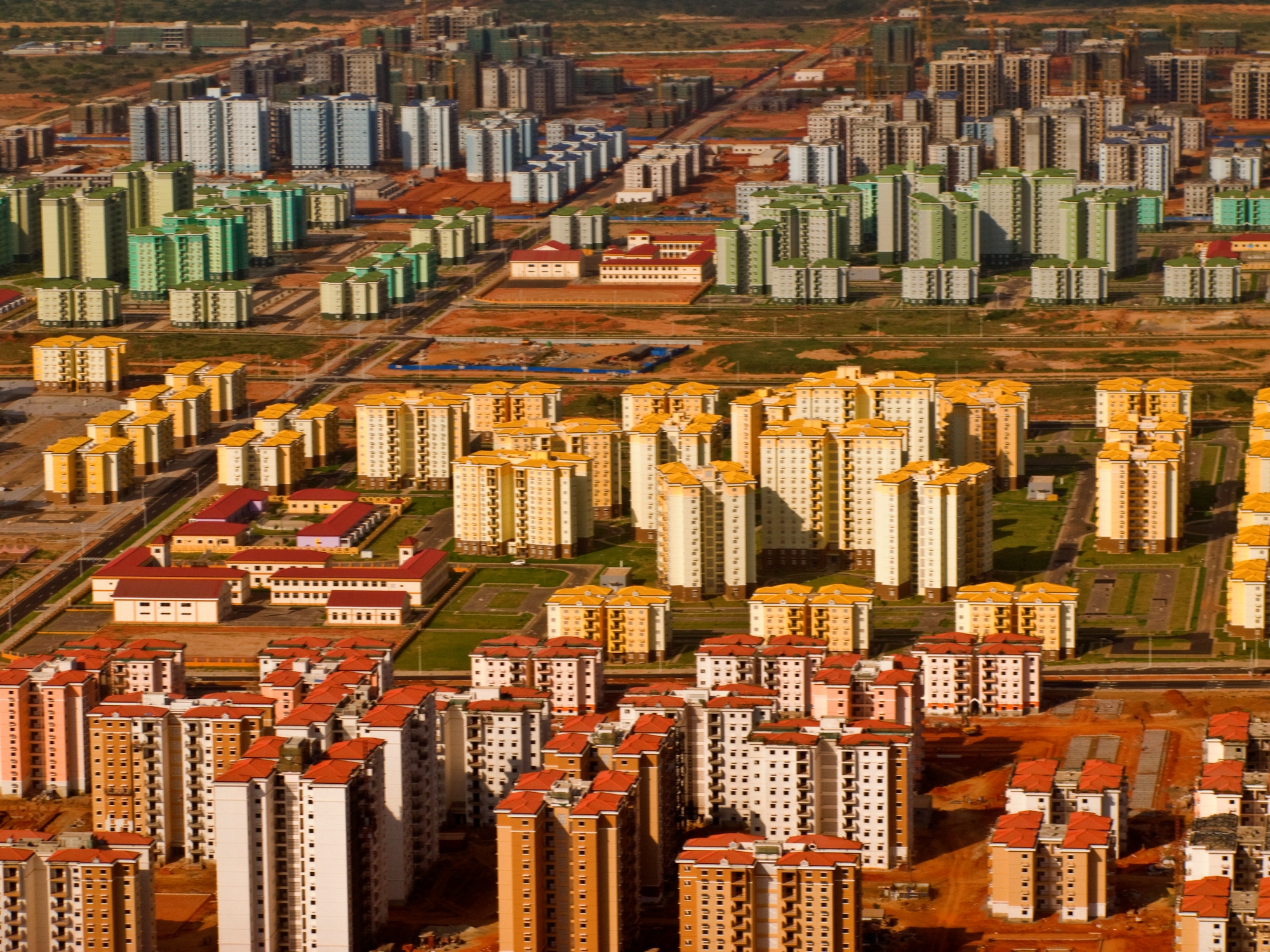
كيلمبا في مايو 2011

كيلمبا،هو مشروع إسكاني ضخم يبعد 30 كيلوميتر عن العاصمة الأنغولية، لواندا.تم بناء المشروع عن طريق شركة صينية وحتي الآن المدينة خالية من السكان.

## المشروع

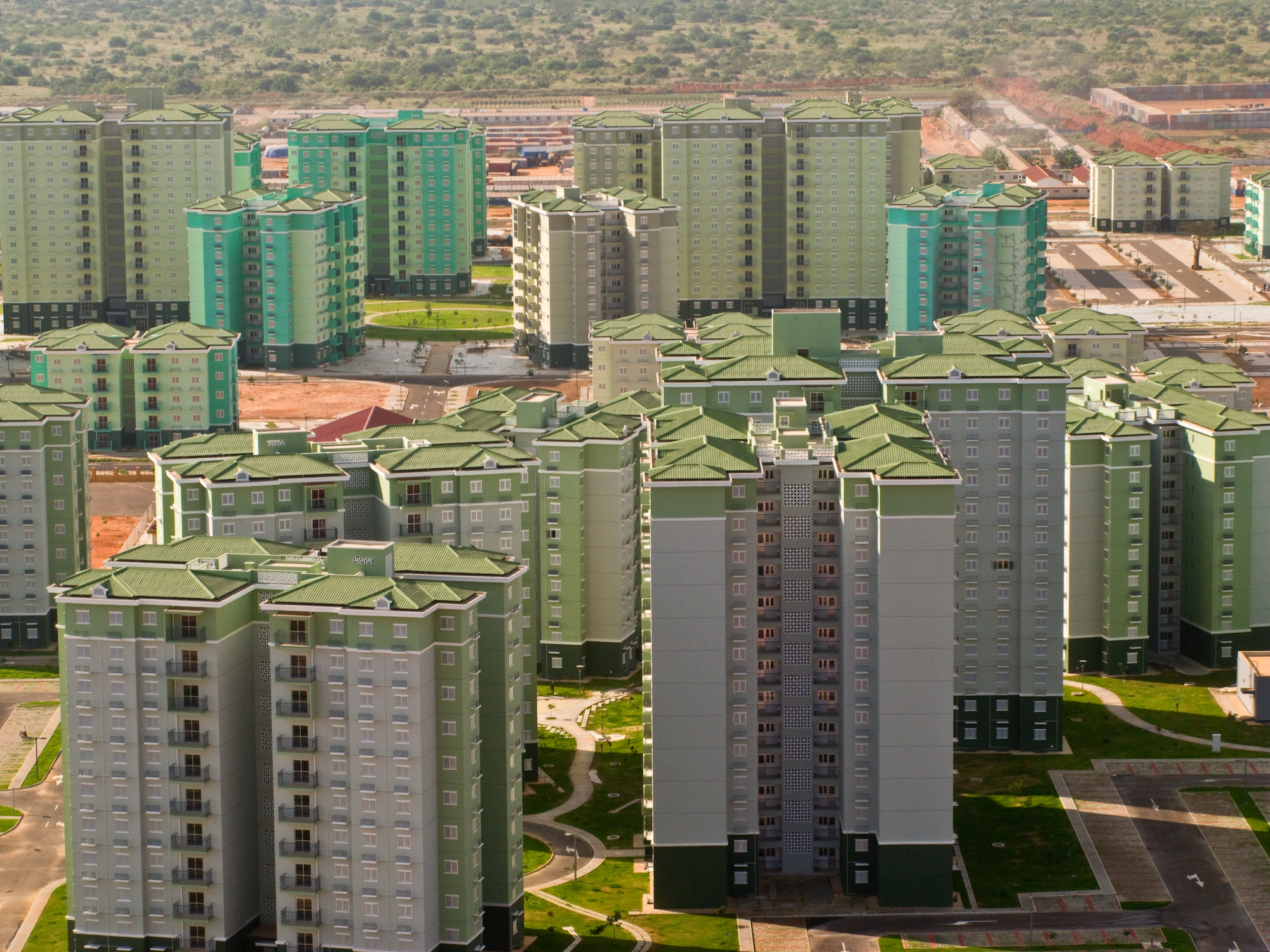
معظم الشقق شاغرة.

تم تخطيط المدينة لتستوعب 500,000 نسمة، يتضمن المشروع بناء 750 عمارة سكنية مكونة من ثمانية طوابق و 100 محل تجاري بالإضافة إلي عشرات المدارس.تكلفة المشروع 3.5 مليار دولار أمريكي، .تموله الحكومة الصينية وتقوم أنغولا بالدفع عن طريق النفط بدلاً من النقود.
في عام 2012 تم الانتهاء من نسبة كبيرة من البنايات لكنها شاغرة في معظمها، حيث تم بيع 220 شقة فقط من أصل 2,800 في المرحلة الأولى.المبيعات بطيئة وذلك بسبب الصعوبة في الحصول على قرض عقاري.
يوجد مدرسة واحدة تعمل، حيث يتم جلب التلاميذ من المناطق القريبة من المشروع، تخطط الحكومة الأنغولية لأستخام بعض هذة الشقق كإسكان إجتماعي.
ومع ذلك ساهم مشروع كيلمبا في تحقيق البرنامج الانتخابي للرئيس جوزيه إدواردو دوس سانتوس حيث وعد ببناء مليون وحدة سكنية خلال أربعة أعوام، أنغولا ليس لديها طبقة متوسطة كبيرة حتي تستطيع دفع ثمن هذة الشقق.

## الوضع الحالي

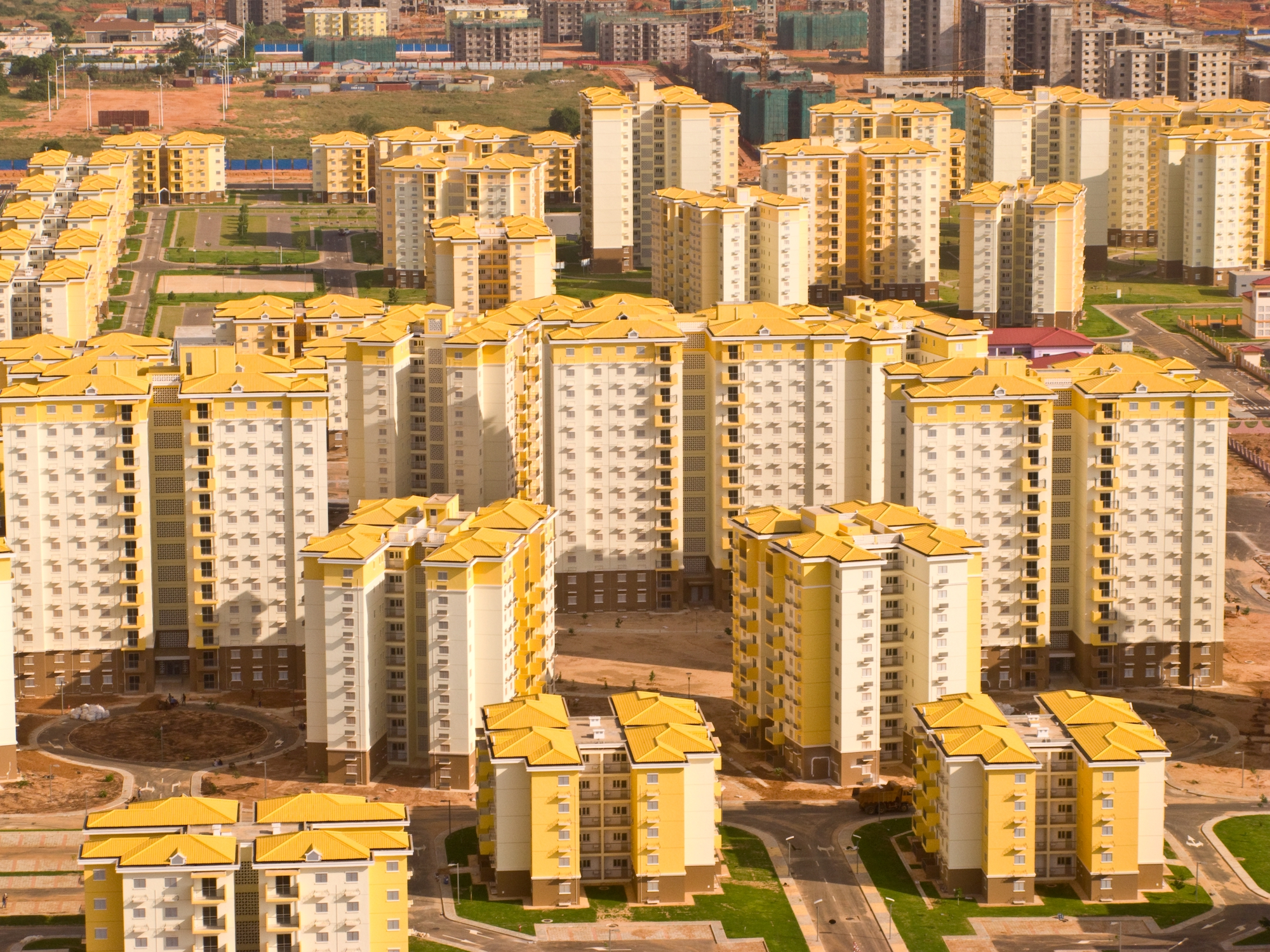
تبعد كيلمبا عن العاصمة 30 كيلومتر.

بالرغم من البداية البطيئة للمشروع، وقع الرئيس الأنغولي على تشريع جديد مم أدى إلى تحقيق طفرة هائلة على الطلب، في سبتمبر 2013 وصل عدد السكان إلى 40,000 مقيم والعدد في ازدياد، المسئولين يتوقعون أن يصل عدد السكان إلى 70,000 بحلول يناير 2014.